# II wojna brytyjsko-birmańska
II wojna brytyjsko-birmańska (birm. ဒုတိယ အင်္ဂလိပ် မြန်မာ စစ် /dṵtḭja̰ ɪ́ɴɡəleɪʔ mjəmà sɪʔ/; ang. Second Anglo-Burmese War; ) – Wojna między Królestwem Birmy a Imperium brytyjskim, trwająca od 5 kwietnia 1852 roku do grudnia tego samego roku.

## Tło konflilktu
Podpisanie w 1842 roku chińsko-brytyjskiego traktatu nankińskiego, a następnie podobnych traktatów Chin z Francją i Stanami Zjednoczonymi, skutkowało udostępnieniem dużych chińskich portów morskich dla kupców największych potęg handlowych ówczesnego świata i, co za tym idzie, wzrostem konkurencji dla morskiego handlu brytyjskiego. To z kolei spowodowało wzrost zainteresowania Brytyjskiej Kompanii Wschodnioindyjskiej alternatywnym, lądowym szlakiem handlowym do Chin. Szlak taki musiałby przebiegać przez Birmę, która akurat stanowiła wyrwę w brytyjskich posiadłościach rozciągających się poza nią nieprzerwanie od Indii do Singapuru. Dodatkowo, uwagę Kompanii przyciągał szybko rozwijający się port w Rangunie. Należący do niej kupcy oraz współdziałający z Brytyjczykami amerykańscy misjonarze baptystyczni zaczęli więc od końca lat 40. XIX wieku prowadzić skierowaną przeciw Królestwu Birmy akcję propagandową mającą doprowadzić do interwencji wojsk brytyjskich. Mieli oni sojusznika w nowym gubernatotorze Indii – lordzie Dalhousie – znanym z imperialistycznych przekonań i chcącym rozszerzyć obszar swego władania. Jak dowodzi przebieg późniejszych wypadków, Brytyjczycy byli od początku lat 50. zdecydowani na wojnę i oczekiwali jedynie na pretekst do jej wybuchu. Jednak mimo wielu prowokacji i niesłusznych oskarżeń król Birmy Pagan Min zachowywał spokój nie dostarczając powodu do agresji.

## Wybuch wojny[a]

### Bezpośredni powód konfliktu
W czerwcu i sierpniu 1851 roku gubernator Rangunu zatrzymał na krótko w areszcie i nałożył kary pieniężne (łącznie około 100 funtów) na kapitanów dwóch brytyjskich statków handlowych – Shepparda z Monarcha i Lewisa z Championa. Rzecz dotyczyła drobnych zarzutów o charakterze kryminalnym i sporów płacowych, a oskarżycielami byli członkowie załóg będący, podobnie jak kapitanowie, poddanymi brytyjskimi. Obydwaj kapitanowie zaraz po uwolnieniu udali się do gubernatora Indii w Kalkucie ze skargą i żądaniem naprawienia szkód wycenionych przez nich na 1920 funtów. Lord Dalhousie uznał skargę za zasadną (choć obniżył wartość roszczenia do 920 funtów), a całą sprawę za naruszenie prestiżu Brytyjskiej Kompanii Wschodnioindyjskiej. Z misją żądania odszkodowania od gubernatora Rangunu wysłał on komandora George’a Lamberta – oficera znanego z gwałtowności charakteru i braku odpowiedzialności – na czele eskadry uzbrojonych okrętów (flagowa fregata HMS Fox oraz HEIC Proserpine i HEIC Tenasserim). Według niektórych historyków już te fakty świadczą o chęci zaognienia, a nie rozwiązania problemu. Lambert otrzymał szczegółowe instrukcje zachowania się w Rangunie, które jednoznacznie stwierdzały, że w razie odmowy wypłaty odszkodowania ma odpłynąć bez podejmowania dalszych działań.

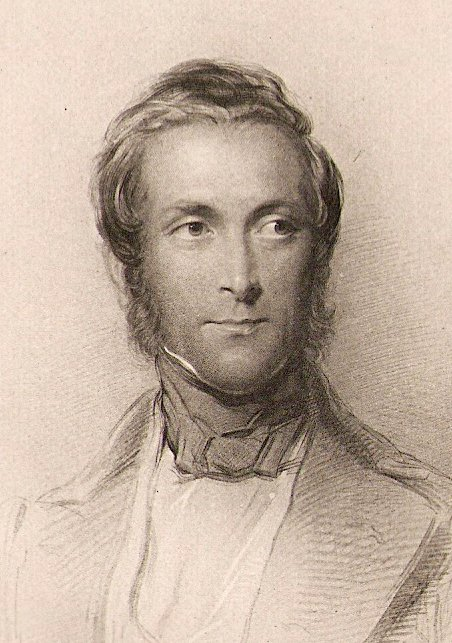
Lord Dalhousie

### Działania komandora Lamberta w Rangunie
Po przybyciu 28 listopada 1851 roku do Rangunu na ręce Lamberta niespodziewanie wpłynęło jeszcze około czterdziestu drobnych skarg brytyjskich rezydentów. Złamał więc otrzymane instrukcje (co zostało później zaakceptowane przez Dalhousie) i przekazał list do króla Birmy z żądaniem odszkodowania i ukarania gubernatora. Pomimo tego afrontu król Birmy z zachowaniem powściągliwości i dyplomatycznych manier przystał na brytyjskie żądania. W swej odpowiedzi podkreślił przyjaźń mającą panować pomiędzy obydwoma narodami.
Choć prawdopodobnie konflikt mógł zostać na tym etapie łatwo zakończony, po przybyciu do Rangunu nowego gubernatora (Mahamenghla Meng Khannygyan) Lambert ponownie wszedł z nim w konfrontację – na skutek serii pomyłek wynikających z wzajemnego niezrozumienia swych kultur przez obydwie strony, 6 stycznia gubernator odmówił przyjęcia brytyjskiej delegacji. Lambert zareagował bardzo gwałtownie: jeszcze tego samego dnia rozkazał przeprowadzenie ewakuacji wszystkich brytyjskich poddanych obecnych w Rangunie (było to kilkaset osób), a następnie ogłosił blokadę rzek Irawadi, Yangon i Saluin, po czym odpłynął na niewielką odległość od Rangunu w dół rzeki Yangon uprowadzając ze sobą królewski okręt, co stanowiło akt piractwa. Następnego dnia zażądał w fiormie ultimatum przybycia na pokład swojego okrętu gubernatora Rangunu i złożenia przez niego przeprosin w upokarzającej formie. Ostatecznie spotkał się z odmową i groźbą ostrzelania w razie próby opuszczenia rzeki wraz z porwanym przez siebie królewskim okrętem.
Rankiem 10 stycznia 1852 roku Lambert zdecydował się odpłynąć spod Rangunu uprowadzając ze sobą królewski okręt. Gdy jego flota została przy tym zgodnie z zapowiedzią ostrzelana przez birmańskie baterie nadbrzeżne, brytyjskie okręty odpowiedziały ogniem i szybko je zniszczyły za pomocą swej znacznie lepszej artylerii zabijając przy tym wielu birmańskich żołnierzy. Przy okazji zniszczone zostały birmańskie okręty, a w nadbrzeżnych zabudowaniach wybuchł pożar.

### Działania birmańskie zmierzające do deeskalacji konfliktu
11 stycznia 1852 roku delegacja mieszkańców i kupców Rangunu różnych narodowości skierowała do kmdr. Lamberta petycję, w której poinformowała go między innymi o odwołaniu gubernatora Rangunu i propozycji nowego gubernatora (Aye Baina) wypłaty 9000 rupii tytułem odszkodowania oraz przyjęcia w Rangunie stałego brytyjskiego rezydenta. Petycja ta pozostała bez odpowiedzi, więc 16 stycznia gubernator Rangunu za pośrednictwem komisarza prowincji Tenasserim Archibalda Bogle’a skierował list do gubernatora Indii, w którym zawarł własny opis wypadków z 6 stycznia. 21 stycznia birmański gubernator Martabanu, portu położonego naprzeciw Moulmain, gdzie miał swą siedzibę Bogle, skierował do tegoż komisarza list będący próbą wyjaśnienia i uspokojenia sytuacji.

### Reakcja gubernatora Indii
Lord Dalhousie oficjalnie potępił działania Lamberta oskarżając go o wzniecenie wrogości między obydwiema stronami. Jednak nie pozbawił go funkcji, nie zażądał od niego żadnych wyjaśnień, ani nie postawił go przed sądem wojskowym. Na list z 8 stycznia z wyjaśnieniami gubernatora Rangunu odpowiedział 26 stycznia wysunięciem kolejnych żądań: pisemnych przeprosin ze strony gubernatora Rangunu, wypłaty odszkodowania w wysokości 9948 rupii, przyjęcia w Rangunie akredytowanego agenta Kompanii Wschodnioindyjskiej z honorami należnymi przedstawicielowi brytyjskiego rządu. Strona birmańska odpowiedziała listem, w którym jako warunek spełnienia powyższych żądań wysunięto żądanie zwrotu przez Brytyjczyków uprowadzonego królewskiego okrętu. Reakcją Dalhousie były rozkazy rozpoczęcia przygotowań do wojny oraz wysłanie kolejnego listu, w którym do wcześniejszych żądań dołożył jeszcze wypłatę zadośćuczynienia w wysokości 100 000 funtów za straty brytyjskich kupców poniesione na skutek pożaru wywołanego przez ostrzał ranguńskiego portu przez okręty eskadry Lamberta. Działania te zostały podjęte 12 lutego, a więc jeszcze przed otrzymaniem przez Dalhousie odpowiedzi od króla Birmy na list wysłany mu 7 stycznia przez Lamberta. Gdy list od króla dotarł do rąk gubernatora Indii, ten odpowiedział ultimatum, w którym do dotychczasowej listy dołożył jeszcze żądanie usunięcia ze stanowiska gubernatora Rangunu. Jako datę przyjęcia ultimatum Dalhousie wyznaczył 1 kwietnia 1852 roku.
Żądania te zostały odrzucone przez birmańskiego króla, co oznaczało wybuch wojny.

## Przebieg wojny
2 kwietnia 1852 roku brytyjska flota ekspedycyjna zakotwiczyła u ujścia rzeki Yangon. Składało się na nią 19 uzbrojonych okrętów (w tym flagowy HMS Rattler) dysponujących 143 działami i mających na pokładzie 2270 osób załogi oraz 5767 żołnierzy z 16 działami. Sześć okrętów należało do Royal Navy, kolejnych sześć do Brytyjskiej Kompanii Wschodnioindyjskiej, a resztę wynajęto. Całością sił dowodził kontradmirał Charles Austen (po jego zachorowaniu na cholerę obowiązki dowódcy floty, a więc i całości sił, objął komandor George Lambert; Austen zmarł 7 października), a dowódcą korpusu ekspedycyjnego został generał-porucznik Henry Thomas Godwin. Początkowy plan Dalhousie przewidywał zajęcie trzech głównych portów morskich Birmy przed nadejściem pory deszczowej i oczekiwanie na reakcję Birmańczyków; miała to być bardziej demonstracja siły niż wojna na pełną skalę.

### Zajęcie birmańskich portów
3 kwietnia siły brytyjskie rozdzieliły się i ich część udała się pod Mulmejn. 5 kwietnia, po trwającym zaledwie pół godziny szturmie, zdobyły one Martaban. Następnie brytyjska flota ponownie skoncentrowała się u ujścia rzeki Yangon i zaczęła powoli płynąć w jej górę niszcząc po drodze birmańskie baterie. 10 kwietnia główne siły brytyjskie znalazły się naprzeciw umocnień portu Rangunu.
W niedzielę wielkanocną 11 kwietnia 1852 roku brytyjskie okręty rozpoczęły ostrzał artyleryjski portów w Rangunie i Dala, a 12 kwietnia 1852 roku brytyjski desant zajął port nie napotykając oporu – siły birmańskie wycofały się na północ od miasta i skupiły na umocnionych pozycjach w okolicach pagody Szwedagon. 14 kwietnia Brytyjczycy zajęli szturmem Szwedagon tracąc ogółem 17 zabitych i 132 rannych.
W maju Brytyjczycy zajęli Basejn, a w czerwcu Pegu, uzyskując w ten sposób kontrolę nad wszystkimi portami Dolnej Birmy.

### Przerwa w walkach
Do października walki ustały ze względu na monsunową porę deszczową. Birmańczycy, licząc na osłabienie sił brytyjskich przez choroby, przyjęli taktykę wyczekiwania na rozwój wypadków i nie zwrócili się do Brytyjczyków z oczekiwaną przez nich propozycją rozejmu. Nieprzygotowany na taki rozwój wypadków Dalhousie przybył w lipcu osobiście do Rangunu. Po naradzie z Lambertem i Goodwinem zdecydował on, że nowym celem wojny stanie się zajęcie całej prowincji Pegu. Tworzyłoby to połączenie między należącymi już do Brytyjczyków prowincjami Arakan i Tenasserim oraz znacznie osłabiało Królestwo Birmy, a jednocześnie pozwalało uniknąć zaangażowania dużych sił i ewentualnych strat, czego wymagałaby próba zdobycia birmańskiej stolicy w Amarapurze. Dalhousie uznał jednocześnie, że rezygnacja z próby zajęcia Amarapury przekreśla z góry szanse na podpisanie traktatu pokojowego z Birmańczykami i nie starał się później o jego zawarcie poprzestając na deklaracji aneksji.

### Ponowna ofensywa Brytyjczyków i upadek Pagan Mina
W październiku Brytyjczycy rozpoczęli ofensywę w kierunku północnym, w stronę birmańskiej stolicy Amarapury. Zajmowane w jej trakcie tereny były cenne gospodarczo dla Brytyjskiej Kompanii Wschodnioindyjskiej ze względu na porastające je lasy tekowe. Wojska birmańskie, dowodzone nieudolnie między innymi przez syna słynnego generała Maha Banduli, stawiały słaby opór i ponosiły ciężkie straty w kontratakach. 9 października w rękach brytyjskich znalazło się Pyain. Ostatni kontratak regularnej birmańskiej armii miał miejsce w grudniu 1852 roku.
20 grudnia 1852 roku Brytyjska Kompania Wschodnioindyjska ogłosiła w imieniu Zjednoczonego Królestwa aneksję południowej Birmy. Północna granica nowej brytyjskiej posiadłości miała przebiegać wzdłuż linii łączącej Arakan na zachodzie z granicami ziem Karenów na wschodzie, nieco na północ od miejscowości Myede i dawnej birmańskiej stolicy Taungngu.
W grudniu 1852 roku doszło w Birmie do wojny domowej – z Amarapury uciekł przed aresztowaniem przyrodni brat króla Pagan Mina, książę Mindon Min, który od początku wojny był przywódcą stronnictwa opowiadającego się za jej jak najszybszym zakończeniem. W lutym doszło do zamachu pałacowego, w efekcie którego władza królewska przeszła w ręce Mindon Mina. Po przejęciu władzy Mindon Min wykonał gest dobrej woli uwalniając wszystkich europejskich więźniów. Dwóch z nich, włoskich księży, wysłał jako parlamentariuszy do Brytyjczyków. Ci jednak odesłali ich do króla z zadaniem przekazania mu informacji o dokonanym już fakcie aneksji południowej części jego królestwa. W marcu 1853 Mindon Min wysłał kolejną delegacją z prośbą o odstąpienie od aneksji. Brytyjczycy zaproponowali jedynie zwrot skrawka zajętego terytorium na północ od Pyain w zamian za podpisanie traktatu pokojowego. Propozycja ta została przez Birmańczyków ostatecznie odrzucona w maju i traktat pokojowy nie został nigdy zawarty.
Na terenie zajętej prowincji wybuchły liczne birmańskie rebelie, których uśmierzenie zajęło Brytyjczykom jeszcze trzy lata.

## Skutki wojny
Birma utraciła dostęp do morza, co w znacznym stopniu uzależniło jej handel od dobrej woli Brytyjczyków. Utrata delty Irawadi i lasów prowincji Pegu znacznie osłabiała gospodarkę birmańską pozbawiając ją części terenów uprawy ryżu i źródeł drewna tekowego. Będąca skutkiem wojny zmiana panującego okazała się z kolei korzystna, gdyż nowy król Mindon przeprowadził w następnych latach modernizację kraju.